# 倒風內海

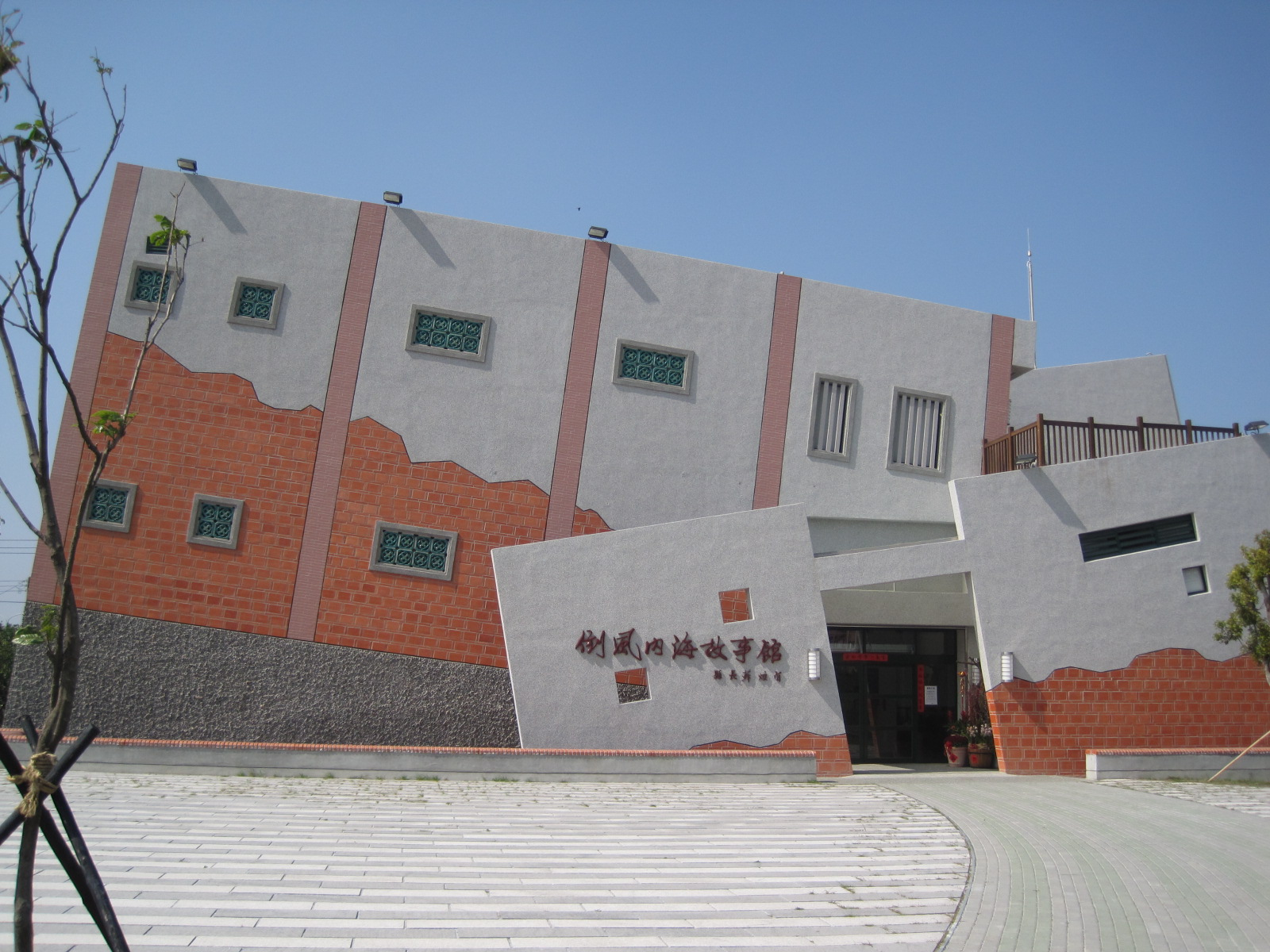
臺南麻豆水堀頭的倒風內海故事館

倒風內海是18世紀前位於臺灣南部的潟湖，位置在現今臺南市北門區、新營區、學甲區、佳里區、鹽水區、下營區、麻豆區沿海一帶。由於幾世紀以來的不斷淤積，現已陸化而幾乎全部消失，僅餘北門潟湖為其殘跡。

## 歷史
倒風內海位於古曾文溪三角洲，南側與臺江內海被蚊佳半島及蕭壠半島隔開。
早在荷蘭人所繪的地圖中，有標示出笨港、魍港、倒風、臺江等較大的內海及外海沙洲。明鄭時期開始有規模地開發。因規定不可侵占平埔族社土地，當時移民為避開平埔族社，多經海路進入倒風內海的海岸港口，沿八掌溪或急水溪深入內地開墾。清治時期倒風內海的海汊港分佈密集，比較著名的有鹽水港、鐵線橋港、茅港尾港和麻豆港等擁有港口機能的市街聚落。船隻載運五穀、糖、菁（染布原料）等貨品從事商業貿易。1711年至1730年為全盛期，港口甚至達20個。其中的鐵線橋港、鹽水港、茅港尾港、麻豆港，不僅貿易興盛，也是縣治通往郡城的要道，無論水陸交通或軍事地位上，皆十分重要。
1731年之後，倒風內海因急水溪和曾文溪的改道淤積逐漸陸化，港口數持續下降。日治初期繪製的《臺灣堡圖》中已無倒風內海，原內海位置已成平原，原先的河港轉變成鄉村集散中心，部分因人口外移嚴重成為農村。

## 倒風內海四大港

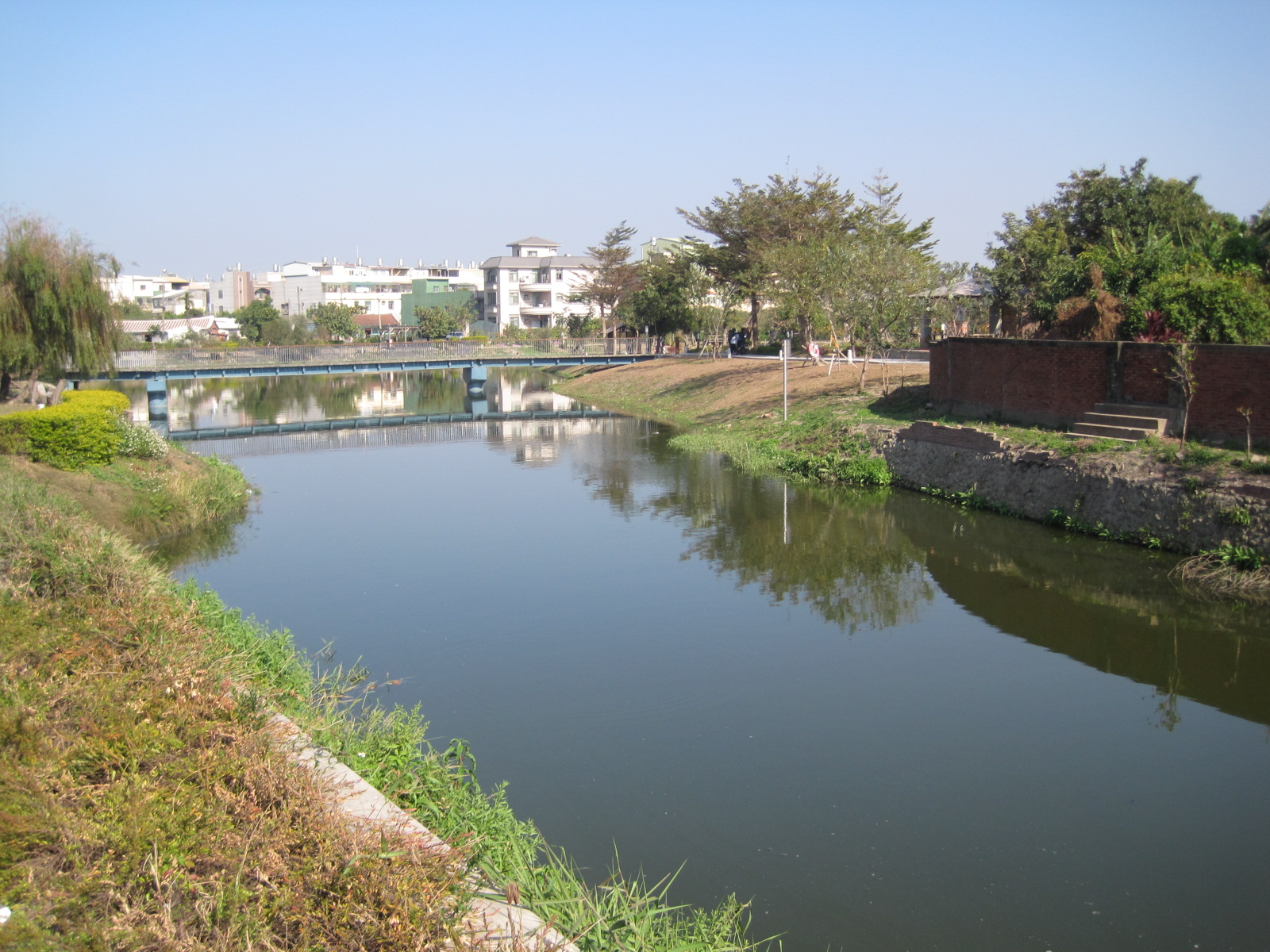
鹽水港港道

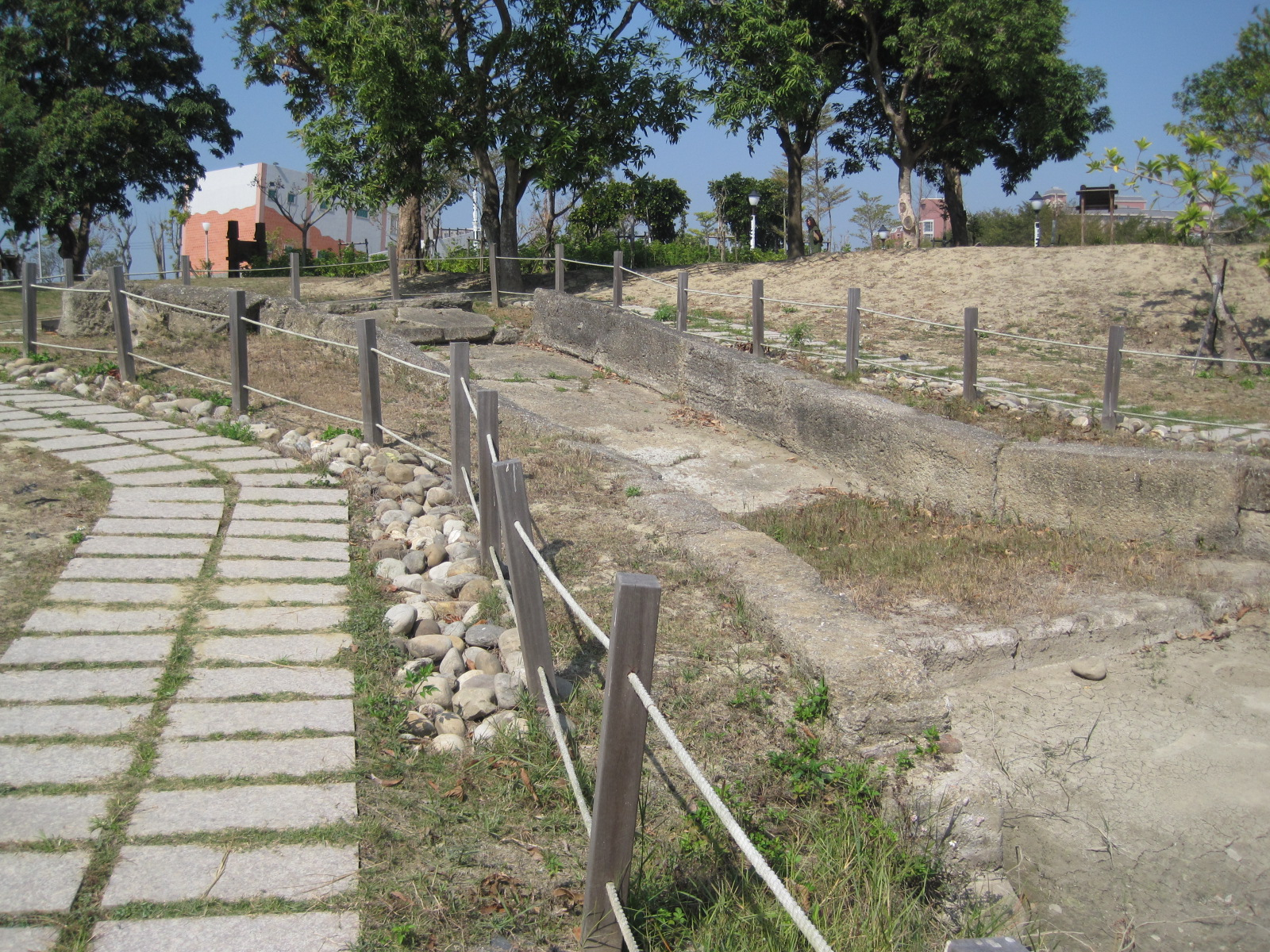
麻豆港古碼頭

鹽水港（月津港）：位於現今鹽水區。在清朝時期不僅是貿易港，也是重要的軍事要地，在中心市街築有鹽水城，港邊建有護庇宮主祀媽祖。鹽水港是倒風內海港口中唯一出現郊商(糖郊，𥴊郊、市郊、水郊、米郊)的港口。是茅港尾港到笨港間最大的城鎮。發展的過程中，除了港口淤塞之外，民亂、內亂、水患和瘟疫等，都影響了社會秩序及商業發展。日治時期因地方風水之顧忌，導致鐵路移築到新營，失去了交通及區域中心的地位。
鐵線橋港：位於現今新營區鐵線里。為倒風大港之一。荷蘭人稱為「Terramisson」，聚落形成甚早，因河港東南兩面被急水溪環抱，從明鄭時期即有文字記述，至漢人入墾後，於河港上築橋。昔日之橋為鐵線橋堡及茅港尾堡之界，舊時船舶停留在信仰中心通濟宮前，與布袋港來往頻繁。失去港口功能後，如今反成交通不便之村落。
茅港尾港：位於現今下營區茅港里。荷蘭文獻記為「Omkamboy」；鄭氏地圖記為「梅港尾」，後來改稱「茅港尾」。當時為府城到諸羅縣城南北官道的中繼站，是這之間最大的市鎮。最繁盛之時有五條大街（茅港尾街、社內街、公館街、二坑街、社尾街），通宵達旦，秦樓楚館，甚至有「小揚州」之稱。其中茅港尾街擁有人車分道的「雙顯街」。現茅港尾街街頭為觀音寺、天后宮位街中、街尾則是元帥廟，足可見證當年的繁華榮景。在急水溪不斷沖刷，內海陸浮後，港口式微，更因清代因地理之故，屢次受兵戎之災。盛極一時的市街，如今變成平凡農村。
麻豆港：位於現今麻豆區水堀頭。荷蘭統治時期麻豆已是西拉雅族聚落，又因為於倒風港內海港汊邊得海運便利，逐漸成為貿易商港，輸出鹿皮、糖，並於茅港尾港式微後崛起。近年考古出碼頭遺跡和馬遺骸，還有因市街發展而興建的北極殿、護濟宮、五王廟、文衡殿、文昌祠，都足以驗證當時的鼎盛一時。從荷蘭統治時期到內海淤積後，雖有因水患而遷移，但麻豆一直是附近村落的行政中心。

### 引用
1. ↑  教育部國語推行委員會. . 鯤鯷工作室. xuite日誌. 2012-01-22  [2017-05-22]. （原始内容存档于2020-07-29） （中文（臺灣））.

## 外部連結
- 《大港ê台灣》｜被遺忘的倒風內海 （页面存档备份，存于），公視台語台youtube。